# Periploca floribunda
Periploca floribunda är en oleanderväxtart som beskrevs av Ying Tsiang. Periploca floribunda ingår i släktet Periploca och familjen oleanderväxter. Inga underarter finns listade i Catalogue of Life.